# Calixthe Beyala
Calixthe Beyala (Duala, 1961) és una activista social i escriptora camerunesa resident a l'estat francés, guardonada pel seu activisme; la seua faceta com a escriptora s'ha vist entelada per acusacions de plagi i disputes judicials.

## Biografia
Calixthe Beyala és originària d'una família de Camerun, on passà la seua infantesa. Els seus pares estaven separats, i la seua germana major la crià i li sufragà els estudis. Amb dèsset anys és becada a l'estat francés, on aprova el batxillerat. Es casa amb Patrice Zoonekynd, amb qui s'instal·la a Màlaga durant sis anys i estudia Gestió. Torna a l'estat francés a estudiar Lletres; es divorcia, té dos fills: Edwy i Lou-Cosima, amb els quals resideix a París.

### Carrera literària i disputes judicials
Començà a publicar al 1987. Al 1995, Le Canard enchaîné afirmà que l'escriptora havia plagiat la novel·la The Diamond Bikini de Charles Williams. Poc després, Pierre Assouline, de la revista Lire, identificà semblances en una trentena de passatges de quatre autors diferents. Els seus texts són sospitosos de tenir semblances amb els de Ben Okri, Paule Constant, Charles Williams i Alice Walker, entre d'altres. Segons Le Monde, Calixthe Beyala es defensà al novembre de 1996 de les acusacions de Pierre Assouline, i es declarà víctima de «persecució» i d'«odi ètnic» dels «periodistes d'esquerra». Acusà a més a Ben Okri d'haver plagiat la seua primera novel·la després que el traductor a l'alemany d'aquest trobara coincidències sorprenents entre les dues novel·les.
Al maig de 1996, el Tribunal de Gran Instància de París jutjà que la seua novel·la Le Petit Prince de Belleville era una "falsificació parcial" d'una novel·la d'Howard Buten, When I Was Five I Killed Myself. Calixthe Beyala no hi apel·là.
Segons Hélène Maurel-Indart, Calixthe Beyala hauria plagiat igualment La Vie devant soi de Romain Gary (Goncourt, 1975). A més, en una entrevista de la periodista Catherine Argand per a la revista Lire, l'escriptora Paule Constant declarà: «No és l'única que m'ha plagiat».
A causa d'aquests altercats, el web Télérama la qualificà al juliol de 2008 de «reincident cleptòmana literària».
Calixthe Beyala acusà Michel Drucker per haver estat instructora sense que li pagara la seua contribució en un llibre del presentador. En primera instància, al juny de 2009 en perdé el procés, però el gener de 2011, Michel Drucker fou condemnat a pagar-li 40.000 euros.

### Activisme social
Calixthe Beyala critica la infrarepresentació de les minories visibles en els mitjans audiovisuals francesos; és la fundadora i portaveu de l'associació Col·lectiu Igualtat, fundada al desembre de 1998, de la qual són membres també l'humorista Dieudonné, el cantant Manu Dibango i Luc Saint-Éloy. Al 1998, posà una queixa contra els mitjans francesos i el govern per l'absència de persones negres en televisió; se'n feren una sèrie de marxes fins que el govern els atengué a l'octubre de 1999, amb el president de la CSA de llavors, Hervé Bourges. Al 2000, pujà amb Luc Saint-Éloy a l'escenari dels Premis César per reivindicar una major presència de les minories en les pantalles franceses, i per retre homenatge a l'actriu Darling Légitimus, morta al desembre de 1999, a qui els organitzadors de l'acte no havien citat en l'homenatge d'actors desapareguts l'any anterior.
S'implica a més en la lluita contra la sida i la promoció de la francofonia i és membre de la Coordinació francesa pel Decenni de la cultura, de no-violència i pau; la seua acció com a activista ha estat recompensada amb el premi de l'Acció comunitària al 2000 i el premi Gènova 2002.
El 22 de febrer de 2005, intervé en Le Monde per refutar tota «jerarquia en el sofriment», fer una crida per al diàleg entre negres i jueus i condemnar les posicions de Dieudonné. En Le Figaro del 12 de desembre del 2007 i al programa Revu et Corrigé de France 5, es congratulà per la visita de Muamar al-Gaddafi a França, i per les seues accions com a dirigent libi i africà.
El gener de 2011, recolzà Laurent Gbagbo, que havia estat declarat perdedor de les eleccions de Costa d'Ivori de 2010 per les Nacions Unides.

## Obra
- C'est le soleil qui m'a brûlée, París, Stock, 1987, 174 p.
- Tu t'appelleras Tanga, París, Stock, 1988, 202 p.
- Seul le Diable le savait, París, Pré au Clercs, 1990, 281 p.
- La Négresse rousse, París, J'ai lu, 1995.
- Le Petit Prince de Belleville, París, Albin Michel, 1992, 262 p.
- Maman a un amant, París, Albin Michel, 1993, 352 p. Gran Premi Literari de l'Àfrica Negra;
- Asséze l'Africaine, París, Albin Michel, 1994, 352 p. Premi François Mauriac de l'Acadèmia Francesa; Premi Tropique.
- Lettre d'une africaine à ses sœurs occidentales, París, Spengler, 1995, 160 p.
- Les Honneurs perdus, París, Albin Michel, 1996, Gran Premi de Novel·la de l'Acadèmia Francesa
- La Petite Fille du réverbère, París, Albin Michel, 1998, 412 p. Gran premi d'Unicef;
- Amours sauvages, París, Albin Michel, 1999, 251 p.
- Lettre d'une Afro-française à ses compatriotes, París, Maango, 2000, 96 p.
- Comment cuisiner son mari à l'africaine, París, Albin Michel, 2000, 170 p.
- Les Arbres en parlent encore..., París, Albin Michel, 2002, 412 p.
- Femme nue, femme noire, París, Albin Michel, 2003, 230 p.
- La Plantation, París, Albin Michel 2005, 464 p.
- L'Homme qui m'offrait le ciel, París, Albin Michel, 2007.
- Le Roman de Pauline, París, Albin Michel, 2009.
- Les lions indomptables, París, Albin Michel, 2010.